# Otto von Wätjen
Otto Christian Heinrich von Wätjen, auch in Schreibweise Waetjen, bis 1888 Otto Wätjen (* 17. Juli 1881 in Düsseldorf; † 4. Februar 1942 in München), war ein deutscher Maler und Grafiker, der sein Schaffen unter anderem der Landschaftsmalerei widmete.

## Leben und Werk

Otto von Wätjen, Scène de Cabaret, Öl auf Karton, 81 × 70 cm

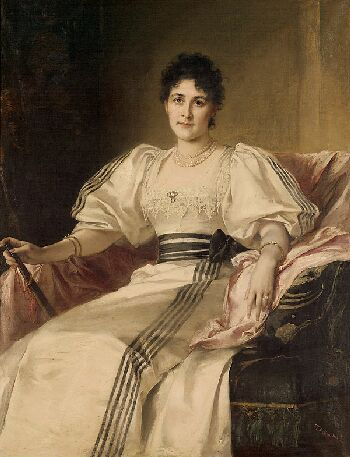
Bildnis von Wätjens Mutter Clara, gemalt von Kaulbach, um 1880

Otto Wätjen wurde als Sohn des Düsseldorfer Regierungsrates Hermann Wätjen und dessen Ehefrau Clara Antonia Vautier (1862–1944) in eine großbürgerliche Familie geboren. Väterlicherseits war der Bremer Reeder Christian Heinrich Wätjen sein Großvater, mütterlicherseits war dies der deutsch-schweizerische Bauern- und Genremaler Benjamin Vautier. 1888 wurde seine Familie nobilitiert. Nach kurzem Ingenieurstudium meldete er sich 1901 an der privaten Mal- und Zeichenschule von Heinrich Knirr in München an. Anschließend bildete er sich von 1902 bis 1903 bei seinem Onkel, dem Maler Otto Vautier, in der Schweiz weiter. Im Januar 1905 zog Wätjen nach Paris und besuchte die École Humbert. Er wurde Stammgast im Café du Dôme und schloss sich dort dem Kreis der deutschen Künstler in Paris an. 1909 wurde er Mitglied des Sonderbundes, an dessen Ausstellungen er bis zur letzten teilnahm, die 1912 in der Städtischen Ausstellungshalle am Aachener Tor in Köln stattfand. Zwischen 1907 und 1910 wohnte er in 65 rue de Douai, in der Nähe des Place de Clichy, seit 1912 am Montparnasse, 31 rue Campagne Premiere.
Im Herbst 1913 lernte er die französische Malerin Marie Laurencin kennen, die im Kreis um Pablo Picasso, Georges Braque und Gertrude Stein verkehrte und die bis 1912 die Muse von Guillaume Apollinaire gewesen war. Am 22. Juni 1914 heiratete das Paar in Paris, Laurencin wurde deutsche Staatsangehörige. Um einer Ausweisung zuvorzukommen, zogen beide zu Beginn des Ersten Weltkriegs nach Spanien und 1918 nach Düsseldorf. 1919 stellte Wätjen mit den Künstlern des Café du Dôme in der Kestner-Gesellschaft in Hannover und 1920 in der Ausstellung Der Dôme in der Galerie Alfred Flechtheim in Düsseldorf aus. 1921 verließ ihn Laurencin, die nach Paris zurückkehrte. Auch von Wätjen zog wieder nach Paris zurück, wo er bis zu seinem Tod vorwiegend wohnte und arbeitete.
Otto von Wätjen war Mitglied der Rheingruppe und des Deutschen Künstlerbundes. Sein Name findet sich noch bis zur Zwangsauflösung durch die nationalsozialistische Reichskunstkammer im DKB-Mitgliederverzeichnis von 1936.

## Zitat
„Otto von Waetjen – ist ein alter Pariser und in Deutschland als solcher bekannt. In seinen kolorierten Lithographien liegt noch etwas von dem Paris vor dem Kriege. Boulevards, Kaffeeterrassen und Bars, Freudenmädchen im Tanze –, dies alles in Form und Farbe unproblematisch, dabei aber von eigener Note, das sind die Themen, die diese Deutschen in Paris besonders anziehen“.